# Freie und Reichsstädte

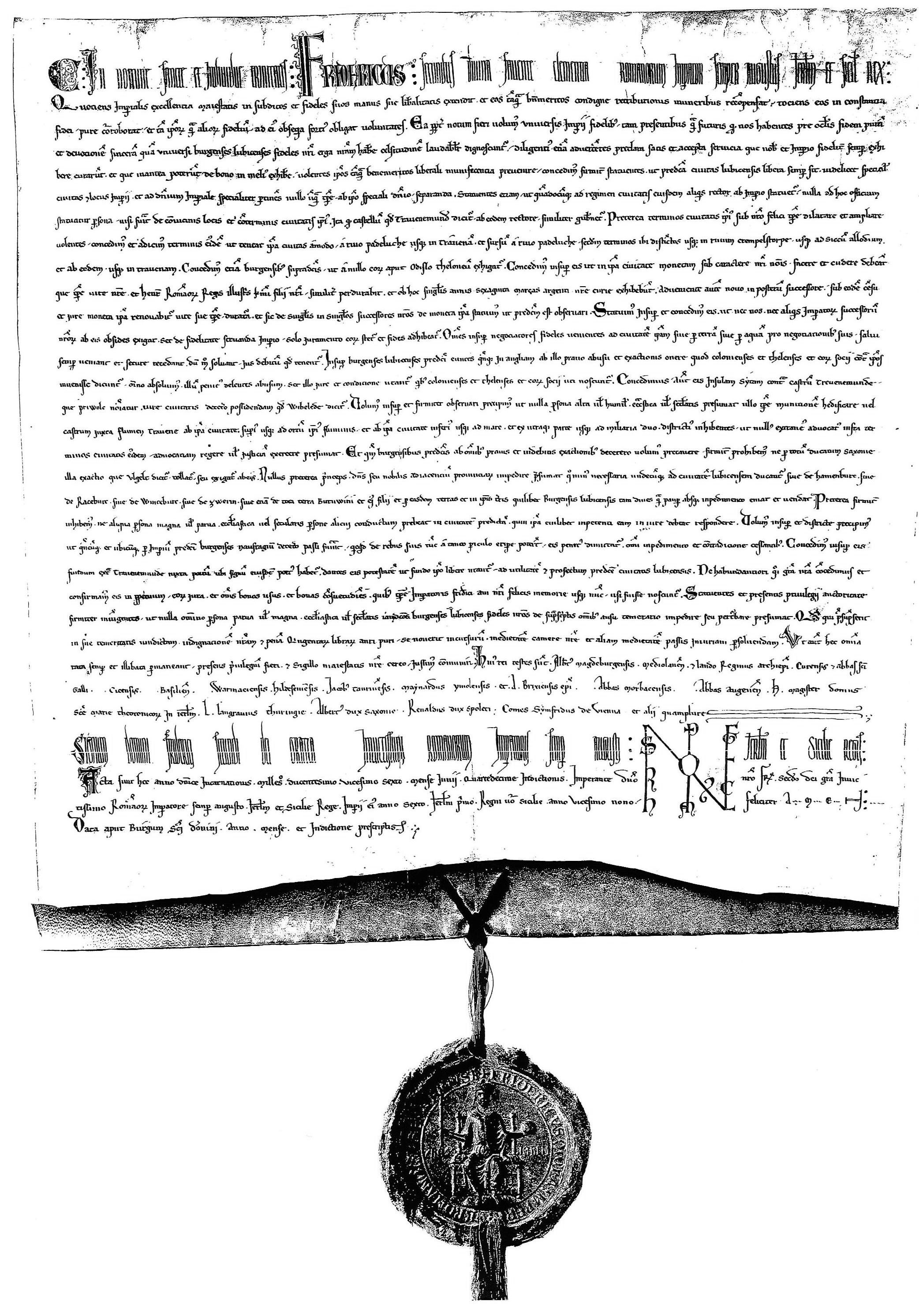
Reichsfreiheitsbrief der Stadt Lübeck aus dem Jahr 1226

Als Freie Städte und Reichsstädte wurden seit dem 15. Jahrhundert jene weitgehend autonomen Stadtgemeinden des Heiligen Römischen Reiches bezeichnet, die im Städtekollegium des Reichstags vertreten waren. Die eigentlichen Reichsstädte unterstanden keinem Reichsfürsten, sondern direkt dem Kaiser, waren also reichsunmittelbar. Dagegen hatten die Freien Städte zwar noch einen Bischof als nominellen Landesherrn, besaßen aber Selbstverwaltungsrechte und Privilegien, die sie den Reichsstädten de facto gleichstellten. Daher entstand im Laufe der Zeit die unkorrekte, volkstümliche Sammelbezeichnung „freie Reichsstadt“, obwohl nur wenige Städte gleichzeitig freie Stadt und Reichsstadt waren.

## Reichsunmittelbarkeit und Freiheit
Aus dem Status der Reichsunmittelbarkeit ergab sich für die Reichsstädte eine Reihe von Freiheiten und Privilegien. Sie waren im Inneren weitgehend autonom und besaßen im Allgemeinen eigene Gesetze sowie eine eigene niedere und hohe Gerichtsbarkeit. Insbesondere die Hochgerichtsbarkeit stellte sie den Fürsten gleich und unterschied sie von den landständischen Städten, die einem Landesherrn untertan waren. Als Reichsstände hatten die Reichsstädte aber auch besondere Pflichten gegenüber dem Kaiser. So hatten sie ihre Steuern direkt an ihn abzuführen und auf Verlangen Heerfolge zu leisten.
Bürgermeister und Stadträte regelten die Angelegenheiten der Stadt im Allgemeinen selbst, ihre Beschlüsse wurden nicht kontrolliert und mussten nicht bestätigt werden. Die Reichsstädte unterhielten Befestigungsanlagen und eigene Truppen zur Sicherung ihrer Unabhängigkeit.
Freie Städte
Zu den freien Städten zählten die Bischofsstädte Basel, Straßburg, Speyer, Worms, Mainz, Köln und Regensburg. Sie hatten ihren Status durch kaiserliche oder bischöfliche Privilegien erlangt, die denen der Reichsstädte ähnlich waren. Unterschiede bestanden beispielsweise darin, dass sie dem Kaiser außer auf Kreuzzügen keine Heerfolge leisten und keine Steuern an ihn entrichten mussten. Die Freien Städte hatten zwar einen Bischof als nominellen Landesherrn, besaßen aber Selbstverwaltungsrechte und Privilegien, die sie den Reichsstädten de facto gleichstellten.
Eine Zwischenstufe stellten die Reichsvogteistädte, wie Augsburg, dar. Diese hatten formal den Bischof als Stadtherrn. Ursprünglich waren aber die Bischöfe als Geistliche daran gehindert, bestimmte weltliche Herrschaftsrechte wie die Blutgerichtsbarkeit in Person auszuüben. Sie waren daher gezwungen, diese Tätigkeiten an Vögte zu delegieren. Als einige dieser Vogteien in die Hand des Kaisers übergingen und damit zu Reichsgut wurden, gerieten die bischöflichen Herrschaftsrechte gleichsam in die Zange. Denn der Vogt, dessen Rechte sich formal vom Bischof herleiteten, war nun zugleich dessen Lehensherr.
Die Freiheiten hatten die Bürger ihren jeweiligen Stadtherren mitunter abgetrotzt, sei es mit Gewalt oder mit Geld, etwa wenn sie durch Verpfändung oder gegen Darlehen einzelne Herrschaftsrechte wie das Münzregal oder die Hochgerichtsbarkeit erwarben. Während aber die weltlichen Landesherren ihre Herrschaftsrechte über die Städte ab dem Spätmittelalter zurückerlangten, hatten Kaiser und Bischöfe dazu weniger Mittel und Anlass, weil sie durch Wahl zu ihrem Amt kamen und die Rechte nicht vererben konnten.

## Geschichte

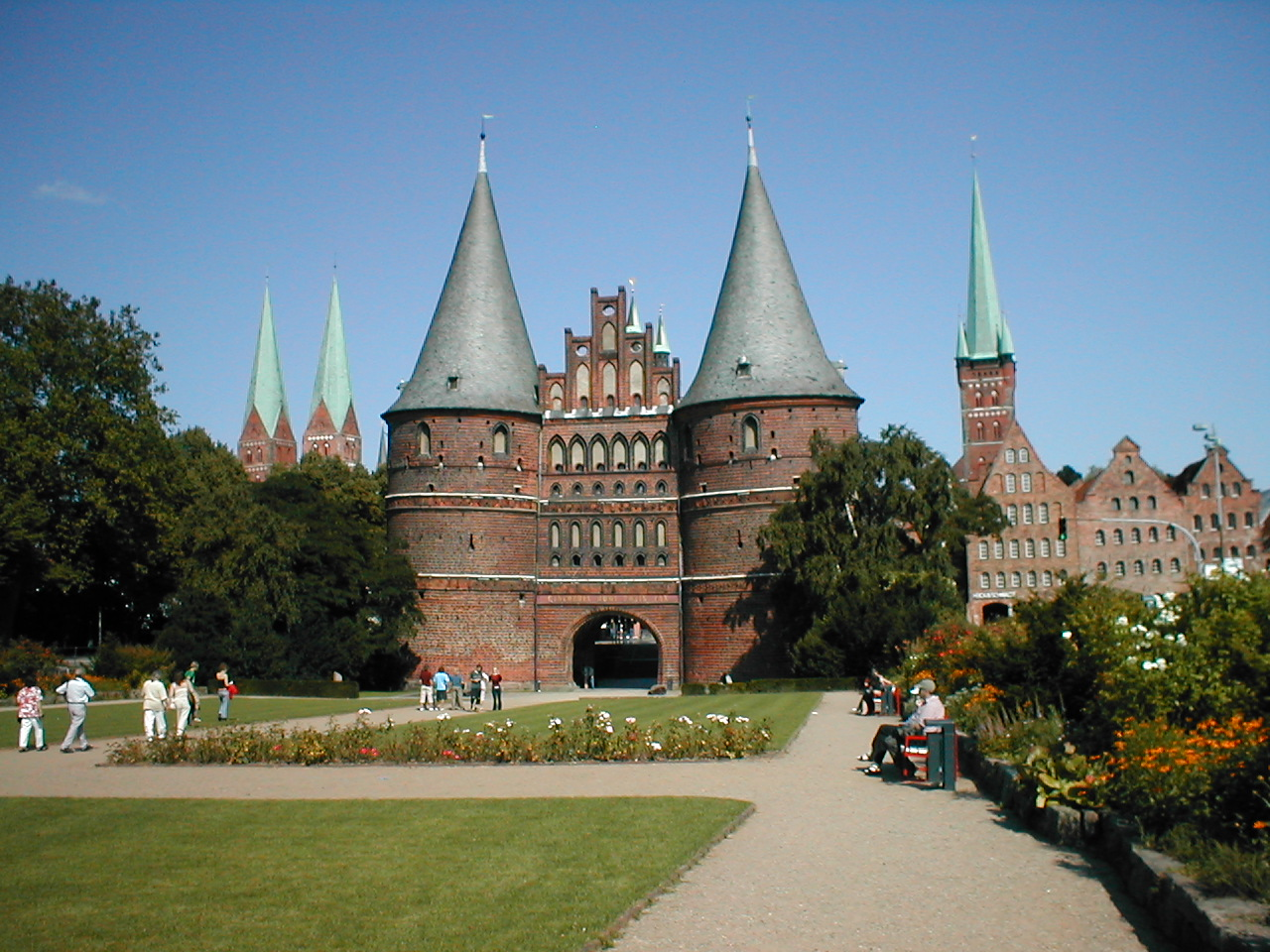
Hansestadt Lübeck: das Holstentor

### Anfänge
Reichsstädte lagen auf Reichs- oder Königsgut und wurden daher zeitgenössisch als königliche Städte bezeichnet. Sie hatten also von Beginn an nur den römisch-deutschen König bzw. Kaiser als Herrn und waren damit reichsunmittelbar. Sie wurden ursprünglich von den freien Städten unterschieden, die zunächst einen Bischof als Stadtherrn hatten, dessen Regiment sie aber im 13. und 14. Jahrhundert abwerfen konnten. Anders als die Reichsstädte, waren die freien Städte nicht zur Steuerzahlung an den Kaiser verpflichtet und unterlagen ihm gegenüber nicht dem Gefolgszwang. Zu ihnen gehörten unter anderem Lübeck, Utrecht, Köln, Augsburg, Mainz (bis 1462), Worms, Speyer, Straßburg, Basel und Regensburg. Bei einigen blieb der Bischof jedoch formal weiterhin Stadtoberhaupt.
Reichsstädte verdanken ihre Freiheit oft dem Aussterben oder dem Machtverlust des Geschlechts des jeweiligen Landesherrn, so dass ihr Territorium ans Reich fiel. So wurde beispielsweise Zürich 1218 nach dem Erlöschen der Hauptlinie der Zähringer Reichsstadt, und Schaffhausen wurde von König Sigismund nach der Ächtung Friedrichs IV. von Österreich zur Reichsstadt erhoben, um dessen Machtbasis zu schmälern. Häufig entstanden Reichsstädte aus den Stadtgründungen, welche die 1245 entmachteten Staufer im 12. und 13. Jahrhundert auf Reichsgut vorgenommen hatten, oder sie waren schon zuvor im Besitz der Könige und Kaiser. Daher war die Zahl der Reichsstädte im deutschen Südwesten (dem Herrschaftsgebiet der Staufer) einschließlich des Elsasses und der heutigen Schweiz überdurchschnittlich groß. Dort bestand eine beträchtliche Zahl relativ kleiner Landstädte, die dennoch den Status einer Reichsstadt erwerben konnten (wie zum Beispiel Memmingen, Kaufbeuren, Ravensburg, Wangen im Allgäu, Pfullendorf, Buchau, Wimpfen, Bopfingen, Dinkelsbühl, Feuchtwangen, Rothenburg ob der Tauber, Schwäbisch Hall, Weil der Stadt, Mülhausen, Colmar, Weißenburg, Windsheim, Hagenau, Schlettstadt, Annweiler): Einerseits war das 12. und 13. Jahrhundert die Zeit der Städtegründungen, und andererseits ist es nach dem Untergang der Staufer keiner Territorialmacht mehr gelungen, deren früheren Besitz ihrer vollständigen Landeshoheit zu unterwerfen. Eine Hoheit gegenüber den ehemals staufischen Städten zu erzwingen, die von den Kaisern schon viele Freiheiten erhalten hatten, war nur in wenigen Fällen möglich. Da sich diese Städte nur noch dem gewählten römischen König oder Kaiser unterstellten, erwarben die meisten in der zweiten Hälfte des 13. Jahrhunderts nach dem Interregnum den Status als Reichsstadt.
Überdies konnten sich im Laufe der Zeit viele freie Städte vom Rest ihrer geistlichen Stadtherrschaft emanzipieren. Anderen, beispielsweise Mainz, ging der Status der freien Stadt wieder verloren. Später nahmen die freien Städte zusammen mit den Reichsstädten an den Reichstagen teil. Die teilnehmenden Städte wurden unter dem Begriff „Freie und Reichsstädte“ zusammengefasst. Daraus entstand durch Verkürzung der Begriff freie Reichsstadt.

### Aufschwung
Nach dem Interregnum 1273 errangen die Reichsstädte und die freien Städte im Laufe der Zeit ihren neuen verfassungsmäßigen Status und damit auch Sitz und Stimme auf den Reichstagen. Seit 1489 bildeten sie das Reichsstädtekollegium und waren regelmäßig auf den Reichstagen vertreten. Im 15. und 16. Jahrhundert entwickelte sich der Städtetag zu einer bedeutenden Institution der freien und Reichsstädte im Heiligen Römischen Reich.
Damals große Städte wie Augsburg, Frankfurt am Main, Nürnberg, Schwäbisch Hall, Rothenburg und Ulm konnten ihr Territorium weit über die Stadtgrenzen hinaus ausdehnen. Die größte territoriale Ausdehnung erreichten die Reichsstädte im Südwesten Deutschlands, wo es keine großen Fürstentümer gab. Die größte territoriale Ausdehnung aller deutschen Reichsstädte erreichte die Reichsstadt Nürnberg mit rund 1.200 km² Fläche, die größte aller Stadtstaaten die Stadt und Republik Bern mit rund 9.500 km² Fläche.
Etliche Reichsstädte wurden im Laufe der Zeit von der Königsherrschaft an benachbarte Landesherrschaften verpfändet, so wie die Stadt Nimwegen im Jahre 1247 an die Grafen von Geldern, die Stadt Duisburg im Jahre 1290 an die Grafen von Kleve oder auch die Stadt Eger an die Könige von Böhmen. Da das Königtum meist nicht genügend Finanzmittel aufbringen konnte, um die Pfandsummen auszulösen, konnte dies das Ende der Reichsunmittelbarkeit für die betroffenen Städte bedeuten. Hierbei ist zu unterscheiden, ob der Status der Reichsstadt erhalten blieb oder ob vom Pfandnehmer die Übernahme (Mediatisierung) erfolgte, was zum Verlust der Reichsunmittelbarkeit führte. Bei den Reichspfandschaften ist zu bemerken, dass beginnend mit Karl V., der in seiner Wahlkapitulation vom 3. Juli 1519 den Reichsfürsten ausdrücklich alle Regalien, Privilegien und Pfandschaften bestätigte, alle nachfolgenden Kaiser des Heiligen Römischen Reiches in ihren Wahlkapitulationen den Reichsfürsten zusicherten, sie im Besitz der Pfandschaften zu belassen. Wichtig waren bei Verpfändungen das Festschreiben des Status der Einrichtung, die Modalitäten der Auslösung des Pfandes und die Befreiung von Belastungen und Beschwernissen der Bürger bzw. Einschränkung deren Freiheiten – wie zum Beispiel im Falle Feuchtwangens in der Urkunde vom 9. März 1380 als Ergänzungen zur Verpfändungsurkunde von 1376 geschehen.
Um dem Schicksal der Mediatisierung, die zum Herabsinken in den Status einer Territorialstadt geführt hätte, zu entgehen, brachten einige der betroffenen Städte im Alleingang die Pfandsumme auf. Andere Städte wurden durch kriegerische Maßnahmen benachbarter mächtiger Landesherren bedroht. Als Abwehr dieser Gefahr wurde zum Beispiel der Süddeutsche Städtebund gegründet, der verhindern sollte, dass viele schwäbische Städte unter die Herrschaft der Grafen von Württemberg fielen.
In vielen Städten wurde seit der Verwaltungsreform unter Kaiser Karl V. der sogenannte Hasenrat eingeführt, der durch den Adel und die Patrizier gebildet wurde und die Ständeversammlung nach und nach unwirksam machte.

### Anpassung an die Adels- und Fürstengesellschaft

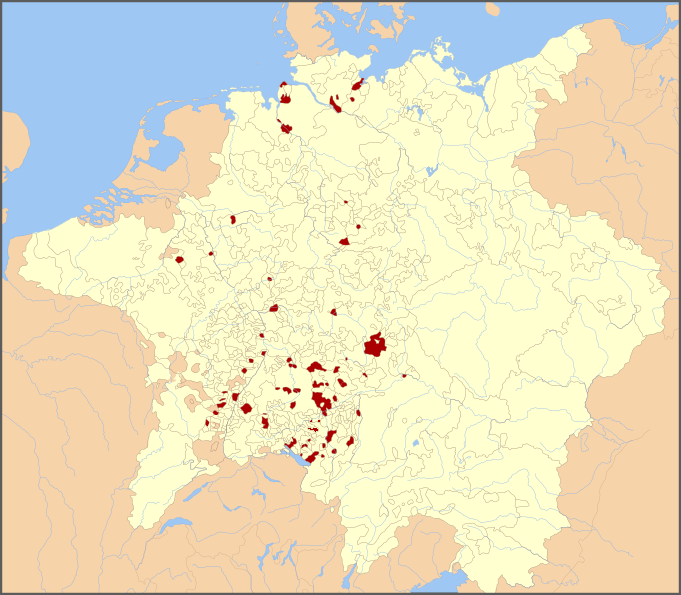
Freie und Reichsstädte innerhalb des Heiligen Römischen Reiches 1648

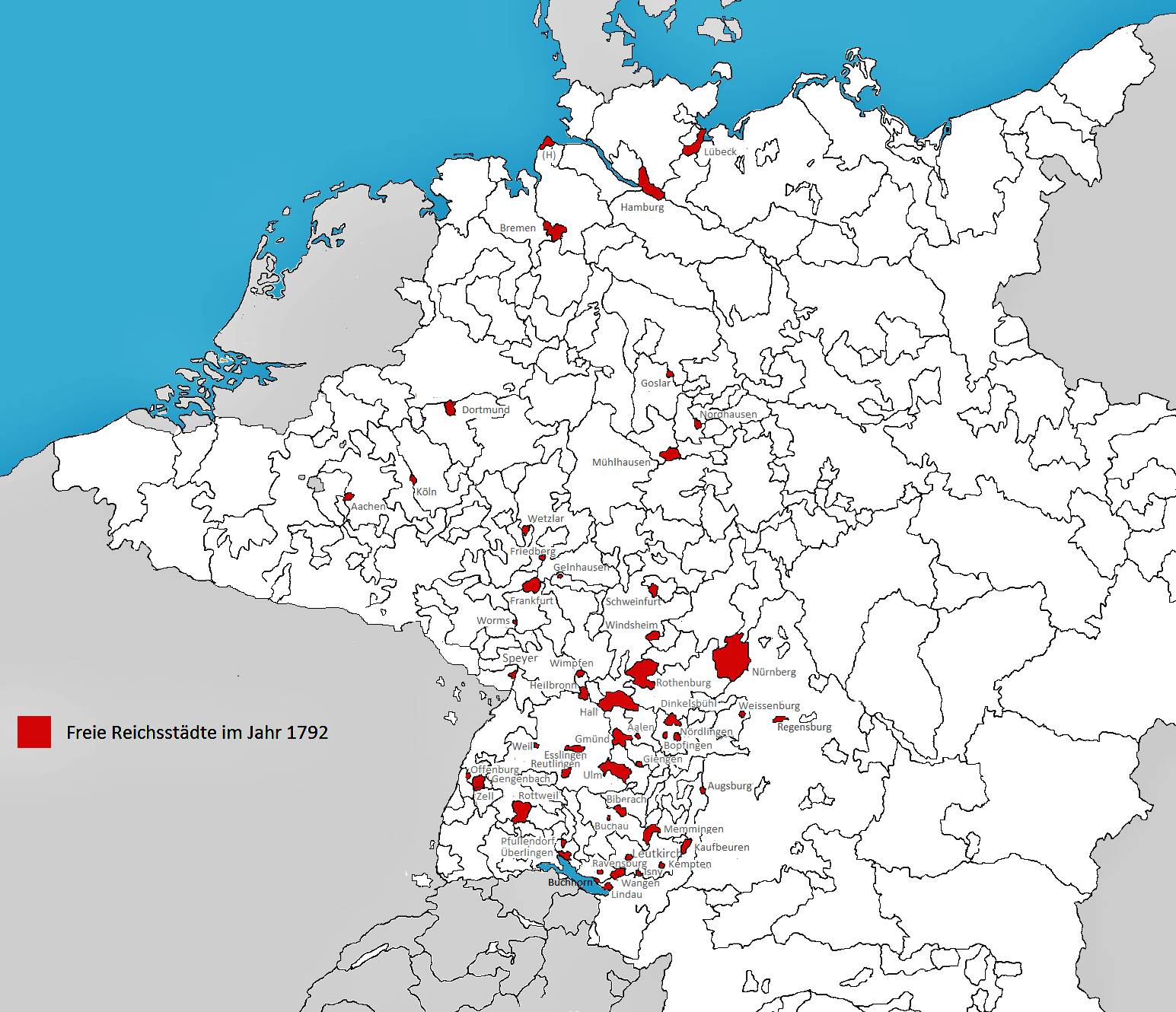
Freie und Reichsstädte innerhalb des Heiligen Römischen Reiches 1792

Mit dem Westfälischen Frieden 1648 ging die Landvogtei über die zehn elsässischen Reichsstädte der Dekapolis an Frankreich, das im Laufe der nächsten Jahrzehnte seine Oberherrschaft über die Städte durchsetzte. 1681 besetzte Frankreich im Zuge seiner Reunionspolitik auch ohne konstruierbare Ansprüche seiner Reunionskammern Straßburg als letzte Reichsstadt im Elsass.
1718 wurde das die Reichsstadt Zell am Harmersbach umgebende Gebiet als freies Reichstal Harmersbach von der Stadt unabhängig.
Die den Reichsstädten wie den anderen Reichsständen im Westfälischen Frieden zugesicherten Rechte wie Bündnis- und Gesandtenrecht waren auch der Grundstein für eine bemerkenswerte Dynamik gerade im außenpolitischen Bereich. Im 17. und 18. Jahrhundert waren nicht nur die Vertreter der großen Mächte auf dem diplomatischen Parkett zu finden, sondern auch Bürgermeister, Syndiken und Ratsherren.
Lange Zeit wurde die Reichsstadt der frühen Neuzeit von den Historikern als einsamer Vorläufer der bürgerlichen Welt inmitten der aristokratischen Umwelt bewertet, was immer wieder zu Missverständnissen führte. Mit modernen Republiken, aber auch mit den vormodernen Republiken wie Venedig oder den Vereinigten Niederlanden, hatten die Reichsstädte indes in der Regel nichts zu tun. Die Tendenz, selbst als Glied der adligen Welt anerkannt zu werden, bestimmte die Politik vieler Reichsstädte, darunter Augsburg, Nürnberg, Köln, Frankfurt, Bremen und selbst kleinerer Kommunen wie Schwäbisch Hall.
Das herkömmliche Bild über die angeblich düsteren Zustände in den Reichsstädten des 18. Jahrhunderts hat seinen Ursprung ebenfalls in der Projektion ökonomischer Rationalität im modernen Sinne, die aber gerade nicht das Handeln von Ratsherren, Zünften und Bürgern bestimmte. Ebenso wie die Beschreibung der deutschen Geschichte in der Frühen Neuzeit als Verfallsgeschichte einem historischen Missverständnis entspricht, folgt auch die negative Bewertung der Reichsstädte in dieser Epoche zum Teil anachronistischen Vorstellungen („Niedergang“). Für viele epochale historische Prozesse boten Reichsstädte die Bühne (Buchdruck, die Reformation, Friedenskongresse). Bis zum Ende des 18. Jahrhunderts behaupteten Reichsstädte ihre kulturelle, soziale und politische Stellung, insofern man sie, wie auch die Reichsgrafen und Reichsritter, als mindermächtige Glieder des Reiches versteht.
Mit dem Reichsdeputationshauptschluss von 1803 wurden 45 der 51 noch bestehenden Reichsstädte mediatisiert und in benachbarte Fürstentümer eingegliedert. Lediglich Augsburg, Nürnberg, Frankfurt am Main, Bremen, Hamburg und Lübeck behielten zunächst den Status mit verminderten Rechten. Augsburg und Nürnberg wurden 1805/1806 von Bayern mediatisiert. Die vier anderen blieben unabhängig.

### Freie Städte nach dem Ende des Heiligen Römischen Reiches
Mit dem Ende des Heiligen Römischen Reiches durch dessen Auflösung 1806 entfiel auch der rechtliche Status einer Reichsstadt mit all seinen Privilegien und Sonderrechten. Frankfurt am Main, Bremen, Hamburg und Lübeck konnten dennoch über den Wiener Kongress 1815 hinaus Teile ihrer alten Sonderrechte in die neu gebildete staatliche Ordnung überführen. Sie waren so auch nach dem Wiener Kongress von 1815 weiter „freie“ Städte mit weitgehender Autonomie und Eigenständigkeit. Frankfurt am Main verlor seine Unabhängigkeit 1866 mit der Annexion durch Preußen; Lübeck wurde 1937 mit dem Groß-Hamburg-Gesetz ebenfalls in Preußen eingegliedert. Die Länder Bremen und Hamburg haben ihre auf reichsstädtischen Traditionen zurückgehende Stellung als eigenständige Stadtstaaten bis heute erhalten.
Der Status Berlins als eigenes Land geht dagegen auf die Auflösung des Landes Preußen und die Zoneneinteilung nach dem Zweiten Weltkrieg zurück. Ähnlich ist die österreichische Bundeshauptstadt Wien seit 1920/22 ein eigenständiges Bundesland in der Republik Österreich.
Die schon 1648 rechtlich aus dem Heiligen Römischen Reich ausgeschiedenen Schweizer Reichsstädte gingen mit der Mediationsakte von 1803 in den aus dem jeweiligen Stadtgebiet und dessen Untertanengebiet neu gegründeten souveränen Kantonen auf und existieren als politische Einheiten bis heute. Auf ehemalige Reichsstädte gehen damit die Kantone Basel, Bern, Freiburg, Luzern, Schaffhausen, Solothurn, Zug und Zürich zurück; die einstige Reichsstadt St. Gallen, die über kein Untertanengebiet verfügte, wurde zusammen mit verschiedenen anderen Territorien zum neu geschaffenen Kanton St. Gallen vereinigt. Zugleich wurden die bisherigen Städte zu politischen Gemeinden der neuen Kantone.
Als freie Stadt wurde auch Danzig bezeichnet, als die Stadt und ihr Umland nach der Abtrennung vom Deutschen Reich von 1920 bis 1939 unter der Hoheit des Völkerbunds standen.

## Liste von freien und Reichsstädten
Das auf Gewohnheitsrechten und Einzelprivilegien basierende Verfassungsgeflecht des Reiches, bei dem auch einander widersprechende Einzelbefunde nicht ausbleiben, lässt sich nur schwer generalisieren und strukturieren. Es gibt daher keine bindenden Kriterien, ob und in welchem Zeitraum eine Stadt als eine freie und/oder Reichsstadt anzusehen ist; die Zahl der Städte ist im Verlauf stärkeren Schwankungen unterworfen. Um mit Beginn der Verfestigung der Verfassung des Reiches Ende des 15. Jahrhunderts im vollen Sinne freie Reichsstadt zu sein, musste eine Stadt grundsätzlich relativ selbständig politisch handeln können und die Reichsunmittelbarkeit besitzen, die Reichsstandschaft in Form der Teilnahme an den Hof- und Reichstagen im Rahmen der dortigen Versammlungen der Städte erhalten haben bzw. aktiv an den eigenen Städtetagen ab 1471 teilnehmen, und sie musste vom und für den Kaiser/König und das Reich verfügbar sein, d. h. sie war zu bestimmten Leistungen verpflichtet. Mit der Herauskristallisierung der beiden Bänke der Städteversammlung erhielt das Gefüge der freien Reichsstädte konkreteren und definitiveren Charakter; jedoch blieb das Gefüge der Städte im Fluss. Bremen wurde beispielsweise erst definitiv als freie Reichsstadt bestätigt, als das Gefüge der Städte bereits institutionellen Charakter angenommen hatte.
Für die früheren Zeiten ist es schwieriger, Kriterien zu bestimmen. Die faktische und rechtlich gesicherte Reichsunmittelbarkeit beispielsweise durch einen königlichen Freiheitsbrief war ein maßgebliches Kriterium. Die Reichsunmittelbarkeit konnte jedoch nicht nur zu-, sondern auch wieder aberkannt werden; Städte konnten an einen Landesherrn verpfändet werden. Die Erwähnung in den frühen, jedoch unzuverlässigen Reichsmatrikeln könnte als weiteres Indiz für das zeitweilige Bestehen als frühe freie bzw. Reichsstadt gewertet werden, ist aber allein keineswegs ausreichend, da auch Städte erwähnt werden, die tatsächlich nie oder faktisch nicht mehr dazugehörten. Unter dem Titel Frei- und reichsstett verzeichnet die auf dem Wormser Reichstag von 1521 aufgestellte Reichsmatrikel zum Beispiel 85 Städte. Davon waren jedoch einige niemals und weitere nur (noch) unsicher Reichsstädte; dafür fehlten Buchau und das noch nicht endgültig gefestigte Bremen (Reichsstadt sicher erst seit 1654/1731).
| Farblegende                                              |
| -------------------------------------------------------- |
| Zeitpunkt, Ende des Status als freie Stadt / Reichsstadt |
| Vor 1648                                                 |
| Westfälischer Friede (1648)                              |
| 1648–1789                                                |
| Napoleonische und Revolutionskriege (1792–1815)          |
| Reichsdeputationshauptschluss (1803)                     |
| Ende des HRR Deutscher Nation (1806)                     |
| Nach 1806                                                |
| Fortbestehend                                            |

| Stadt                              | Heeresmatrikel 1422 | Wormser Matrikel 1521 | Bank auf der Städtekurie des Reichstags | Reichsunmittelbarkeit | Reichskreis                   | Mediatisierung / Ende des Status einer freien oder Reichsstadt | Bemerkungen zum Ende des Status | heutiger Staat |
| ---------------------------------- | ------------------- | --------------------- | --------------------------------------- | --- | ----------------------------- | -------------------------------------------------------------- | --- | -------------- |
| Aachen                             | Ja                  | Ja                    | Rheinische Städtebank                   | Die Residenz Karls des Großen war alter Königsbesitz. Das Karlsprivileg, ein Freiheitsbrief vom 8. Januar 1166, verlieh Aachen Stadtrechte sowie Markt- und Münzrecht und erhob es zur Reichsstadt. Der in der Goldenen Bulle fixierte Status als Krönungsstadt der römisch-deutschen Herrscher unterstrich die Reichsunmittelbarkeit. | Niederrheinisch-Westfälischer | 1794                                                           | durch Frankreich erobert und 1797 mit dem Frieden von Campo Formio annektiert. | Deutschland    |
| Aalen                              | Ja                  | Ja                    | Schwäbische Städtebank                  | 1360. Am 3. Dezember erklärte Karl IV. Aalen zur Reichsstadt. | Schwäbischer                  | 1803                                                           | Reichsdeputationshauptschluss. An Württemberg gefallen. | Deutschland    |
| Augsburg                           | Ja                  | Ja                    | Schwäbische Städtebank                  | 1276. Am 9. März verlieh König Rudolf von Habsburg die Reichsunmittelbarkeit mit dem Privileg des eigenen Satzungsrechts. | Schwäbischer                  | 1805                                                           | im Frieden von Pressburg mediatisiert. Am 4. März 1806 an Kurpfalz-Bayern gefallen. | Deutschland    |
| Basel                              | Ja                  | Ja                    |                                         | | Oberrheinischer               | 1648                                                           | Westfälischer Friede: Austritt aus dem Reich, anschließend souveräner «Ort» (ab 1803 Kanton) der Schweizerischen Eidgenossenschaft; 1833 geteilt in die Kantone Basel-Stadt und Basel-Landschaft. | Schweiz        |
| Bern                               | Ja                  | Nein                  |                                         | 1218, durch die Goldene Handfeste von Bern (später eigenmächtig erweitert), ausgestellt am 15. April in Frankfurt am Main durch Kaiser Friedrich II. |                               | 1648                                                           | Westfälischer Friede: Austritt aus dem Reich, anschließend souveräner «Ort» (ab 1803 Kanton) der Schweizerischen Eidgenossenschaft. | Schweiz        |
| Biberach an der Riß                | Ja                  | Ja                    | Schwäbische Städtebank                  | 1281 zur freien Reichsstadt erhoben | Schwäbischer                  | 1803                                                           | Reichsdeputationshauptschluss. An Baden gefallen (1806 an Württemberg). | Deutschland    |
| Bisanz (Besançon)                  | Nein                | Ja                    |                                         | 1307 beginnend, war die Stadt als freie Reichsstadt de jure reichsunmittelbar. | Burgundischer                 | 1664                                                           | in die spanische Franche-Comté integriert, 1668 und 1674 von Frankreich erobert, 1678/79 im Frieden von Nimwegen von Frankreich annektiert. | Frankreich     |
| Bopfingen                          | Ja                  | Ja                    | Schwäbische Städtebank                  | 1241 beginnend reichsunmittelbar. | Schwäbischer                  | 1803                                                           | Reichsdeputationshauptschluss. An Kurpfalz-Bayern gefallen (1810 an Württemberg). | Deutschland    |
| Boppard                            | Nein                | Nein                  |                                         | spätestens seit Beginn des 13. Jh. war Boppard freie Reichsstadt. |                               | 1309                                                           | mit Oberwesel an Erzstift Trier gefallen. | Deutschland    |
| Bremen                             | Nein                | Nein                  | Rheinische Städtebank                   | 1186 freie Reichsstadt durch das Gelnhauser Privileg; der Status der Stadt blieb jedoch umstritten. Erste Ladung auf einen Reichstag 1640, letztendliche Bestätigung der Reichsunmittelbarkeit im Linzer Diplom Kaiser Ferdinands III. am 1. Juni 1646. | Niedersächsischer             | 1806                                                           | 1806 Auflösung des Heiligen Römischen Reiches, damit Ende des Reichsstadtstatus. Danach durch Frankreich besetzt, 1811–1814 annektiert, ab 1815 freie Stadt im Deutschen Bund. | Deutschland    |
| Buchau                             | Nein                | Nein                  | Schwäbische Städtebank                  | 13. Jh. | Schwäbischer                  | 1803                                                           | Reichsdeputationshauptschluss. An den Fürsten von Thurn und Taxis gefallen (1806 an Württemberg). | Deutschland    |
| Buchhorn (Friedrichshafen)         | Ja                  | Ja                    | Schwäbische Städtebank                  | 1275 von König Rudolf v. Habsburg zusammen mit Überlingen und Freiburg im Breisgau in den Rang einer Reichsstadt erhoben. | Schwäbischer                  | 1803                                                           | Reichsdeputationshauptschluss. An Kurpfalz-Bayern gefallen (1810 an Württemberg). | Deutschland    |
| Colmar                             | Ja                  | Ja                    | Rheinische Städtebank                   | 1226 durch eine Urkunde Friedrichs II. zur freien Reichsstadt erhoben. | Oberrheinischer               | 1648/1697                                                      | im Westfälischen Frieden unter französische Oberherrschaft geraten, Abtretung an Frankreich 1697 im Frieden von Rijswijk endgültig anerkannt | Frankreich     |
| Dinkelsbühl                        | Ja                  | Ja                    | Schwäbische Städtebank                  | 1241 in Reichssteuerliste, 1274 Reichsstadtstatus erreicht. | Schwäbischer                  | 1803                                                           | Reichsdeputationshauptschluss. An Kurpfalz-Bayern gefallen. | Deutschland    |
| Donauwörth                         | Nein                | Ja                    |                                         | 1301 reichsunmittelbar | Schwäbischer                  | 1607                                                           | nach einer entgegen dem Reichsrecht durch das Herzogtum Bayern vollstreckten Reichsexekution als Pfandbesitz zu Bayern, endgültig nach der 1705 wiedererlangten Reichsstandschaft im Frieden von Rastatt. | Deutschland    |
| Dortmund                           | Ja                  | Ja                    | Rheinische Städtebank                   | | Niederrheinisch-Westfälischer | 1803                                                           | Reichsdeputationshauptschluss. An Nassau-Dillenburg gefallen. | Deutschland    |
| Duisburg                           | Nein                | Ja                    | –                                       | 1170 | Niederrheinisch-Westfälischer | 1290                                                           | wurde von König Rudolf von Habsburg an den Grafen von Kleve verpfändet. | Deutschland    |
| Düren                              | Nein                | Ja                    | –                                       | 1000 bestätigte Kaiser Otto III. Düren als freie Reichsstadt | Niederrheinisch-Westfälischer | 1241                                                           | Kaiser Friedrich II. verpfändete die Stadt an die Grafen von Jülich. | Deutschland    |
| Endingen am Kaiserstuhl            | Ja                  | Nein                  | –                                       | 1415 |                               | 1428                                                           | | Deutschland    |
| Essen                              | Nein                | Nein                  | –                                       | Kaiser Karl IV. erklärt die Stadt im Jahr 1377 für reichsunmittelbar. 1379: Der römisch-deutsche König Wenzel bestätigt erneut die Reichsunmittelbarkeit. 1469: Kaiser Friedrich bestätigt und erneuert die Privilegien der freien Reichsstadt Essen. Reichsunmittelbarkeit immer wieder durch die Äbtissinnen des Reichsstiftes Essen in Frage gestellt und im Jahr 1670 in einem Urteil des Reichskammergerichtes der Stadt nicht bestätigt. | Niederrheinisch-Westfälischer | 1803                                                           | Reichsdeputationshauptschluss. An Preußen gefallen. | Deutschland    |
| Esslingen am Neckar                | Ja                  | Ja                    | Schwäbische Städtebank                  | 1181 übertrug Friedrich I. Barbarossa seinem Stellvertreter in Esslingen politische und rechtliche Aufgaben, die das Umland betrafen und machte Esslingen spätestens damit zur Reichsstadt. | Schwäbischer                  | 1803                                                           | Reichsdeputationshauptschluss. An Württemberg gefallen. | Deutschland    |
| Feuchtwangen                       | Nein                | Nein                  | –                                       | 1241 erstmals in der Reichsteuermartikel genannt. Verpfändungen an die Grafen von Hohenlohe 1324 und Grafen von Oettingen 1347, am 23. April 1376 von Stadt und Vogtei des Stifts durch Kaiser Karl IV. für 5000 fl an seinen Schwager, den Burggrafen von Nürnberg. Am 9. März 1380 Ergänzungen zur Urkunde von 1376. Am 11. August 1406 weitere Verpfändung durch König Ruprecht mit gravierender Erweiterung des Pfandbereichs. Pfandschaft nicht mehr ausgelöst. |                               | 1803                                                           | Reichsdeputationshauptschluss. Mit Ansbach-Bayreuth an Preußen gefallen. | Deutschland    |
| Frankfurt am Main                  | Ja                  | Ja                    | Rheinische Städtebank                   | Die Stadt ist alter Königsbesitz; schon Karl der Große ließ hier einen Königshof errichten. 1219 wurden die Frankfurter erstmals in einer Urkunde als Bürger genannt. 1220 wurde der Burgvogt abgeschafft. Der in der goldenen Bulle 1356 fixierte Status als Wahlstadt der römisch-deutschen Herrscher unterstreicht die Reichsunmittelbarkeit. Letzter entscheidender Schritt war der Erwerb des Reichsschultheißenamtes und des königlichen Forstes 1372 für 8800 fl. | Oberrheinischer               | 1806                                                           | 1806 Auflösung des Heiligen Römischen Reiches, damit Ende des Reichsstadtstatus, Mediatisierung an das Fürstentum Aschaffenburg. Ab 1815 wieder freie Stadt, 1866 schließlich von Preußen annektiert. | Deutschland    |
| Freiburg im Üechtland              | Ja                  | Nein                  |                                         | 1478 erhielt Freiburg den Status einer freien Reichsstadt nach der Entlassung aus dem Einflussbereich Savoyens. |                               | 1648                                                           | Westfälischer Friede: Austritt aus dem Reich, anschließend souveräner «Ort» (ab 1803 Kanton) der Schweizerischen Eidgenossenschaft. | Schweiz        |
| Friedberg                          | Ja                  | Ja                    | Rheinische Städtebank                   | 1252 wurde die staufische Planstadt Reichsstadt. | Oberrheinischer               | 1803                                                           | 1455 verpfändet an die Burggrafschaft Friedberg, 1803 Reichsdeputationshauptschluss. An Hessen-Darmstadt gefallen. | Deutschland    |
| Gelnhausen                         | Ja                  | Ja                    | –                                       | 1170 als Reichsstadt durch Friedrich I. Barbarossa gegründet. | Kurrheinischer                | 1803                                                           | Wiederholte Verpfändung ab 1326 mit zunehmendem Einfluss der Pfandherren. Ab 16. bis Mitte 18. Jh. langwierige Streitigkeiten um Reichsstadtstatus vor dem Reichskammergericht. 1803 Reichsdeputationshauptschluss. An letzte Pfandherrschaft Hessen-Kassel.                                                  | Deutschland    |
| Gengenbach                         | Nein                | Ja                    | Schwäbische Städtebank                  | 1366 | Schwäbischer                  | 1803                                                           | Reichsdeputationshauptschluss. An Baden gefallen. | Deutschland    |
| Giengen an der Brenz               | Ja                  | Ja                    | Schwäbische Städtebank                  | 1391 Erlangung der Reichsfreiheit. | Schwäbischer                  | 1803                                                           | Reichsdeputationshauptschluss. An Württemberg gefallen. | Deutschland    |
| Goslar                             | Ja                  | Ja                    | Rheinische Städtebank                   | 1290 | Niedersächsischer             | 1803                                                           | Reichsdeputationshauptschluss. An Preußen gefallen. | Deutschland    |
| Hagenau (Haguenau)                 | Ja                  | Ja                    | Rheinische Städtebank                   | Mindestens seit 1291 | Oberrheinischer               | 1648/1697                                                      | im Westfälischen Frieden unter französische Oberherrschaft geraten, Abtretung an Frankreich 1697 im Frieden von Rijswijk endgültig anerkannt | Frankreich     |
| Hamburg                            | Ja                  | Ja                    | Rheinische Städtebank                   | 1510 galt Hamburg endgültig als Freie Reichsstadt. | Niedersächsischer             | 1806                                                           | 1806 Auflösung des Heiligen Römischen Reiches, damit Ende des Reichsstadtstatus. Danach durch Frankreich besetzt, 1811–1814 annektiert, ab 1815 freie Stadt im Deutschen Bund. | Deutschland    |
| Heilbronn                          | Ja                  | Ja                    | Schwäbische Städtebank                  | 1371 wurde die Stadt am 28. Dezember durch eine Verfassung Kaiser Karls IV. zur Reichsstadt. | Schwäbischer                  | 1803                                                           | Reichsdeputationshauptschluss. An Württemberg gefallen. | Deutschland    |
| Herford                            | Nein                | Ja                    |                                         | Spätmittelalter. 1631 wurde in einem Prozess beim Reichskammergericht der Status einer freien Reichsstadt wieder zugesprochen. | Niederrheinisch-Westfälischer | 1652                                                           | Durch Brandenburg-Preußen annektiert und dessen Grafschaft Ravensberg zugeschlagen. | Deutschland    |
| Isny                               | Ja                  | Ja                    | Schwäbische Städtebank                  | 1365 erkauften sich die Isnyer die Rechte einer freien Reichsstadt von ihrem Vogtherren, dem Truchsessen von Waldburg. | Schwäbischer                  | 1803                                                           | Reichsdeputationshauptschluss. An den Grafen von Quadt gefallen (1806 an Württemberg). | Deutschland    |
| Kaisersberg (Kaysersberg)          | Ja                  | Ja                    | Rheinische Städtebank                   | 1353 trat die Stadt als freie Reichsstadt dem Zehnstädtebund bei. | Oberrheinischer               | 1648/1697                                                      | im Westfälischen Frieden unter französische Oberherrschaft geraten, Abtretung an Frankreich 1697 im Frieden von Rijswijk endgültig anerkannt | Frankreich     |
| Kaiserslautern                     | Nein                | Nein                  | –                                       | 1276 in den Stand einer freien Reichsstadt durch Rudolf von Habsburg erhoben, bereits 1260 als „civitas regia“ erwähnt. |                               | 1313/1314                                                      | zunächst verpfändet, ab 1357 endgültiger Verlust der Reichsunmittelbarkeit. | Deutschland    |
| Kaiserswerth                       | Nein                | Nein                  | –                                       | Im Jahre 1181 wurde Kaiserswerth Reichsstadt. |                               | 1273                                                           | an den Kölner Erzbischof verpfändet. | Deutschland    |
| Kaufbeuren                         | Ja                  | Ja                    | Schwäbische Städtebank                  | 1286 am 3. Februar von Rudolf I. von Habsburg privilegiert. | Schwäbischer                  | 1803                                                           | Reichsdeputationshauptschluss. An Kurpfalz-Bayern gefallen. | Deutschland    |
| Kempten                            | Ja                  | Ja                    | Schwäbische Städtebank                  | 1289 durch ein Privileg König Rudolfs von Habsburg aus dem Hoheitsbereich des Abtes gelöst und als freie Reichsstadt dem König unmittelbar unterstellt. Definitive Unabhängigkeit vom Abt erst durch Großen Kauf im Jahr 1525. | Schwäbischer                  | 1803                                                           | Reichsdeputationshauptschluss. An Kurpfalz-Bayern gefallen. | Deutschland    |
| Köln                               | Ja                  | Ja                    | Rheinische Städtebank                   | 1288 erkämpften die Kölner Bürger in der Schlacht von Worringen die Unabhängigkeit vom Kölner Erzbischof. Erst 1475 erfolgte die offizielle Erhebung zur freien Reichsstadt. | Niederrheinisch-Westfälischer | 1794                                                           | von Frankreich erobert und 1797 mit dem Frieden von Campo Formio annektiert. | Deutschland    |
| Konstanz                           | Ja                  | Ja                    |                                         | 1192 und 1213, Erkämpfung einer unabhängigen Position vom Bischof. Da die Stadt Konstanz ihre Steuern nachweislich zur Hälfte an den Kaiser und zur Hälfte an den Bischof zahlte, lässt sie sich möglicherweise nicht dem reinen Typus einer freien Stadt zuordnen. | Schwäbischer                  | 1548                                                           | nach der Niederlage im Schmalkaldischen Krieg 1547 durch Karl V. an Vorderösterreich angegliedert. | Deutschland    |
| Landau in der Pfalz                | Nein                | Ja                    | Rheinische Städtebank                   | 1291 erhob Rudolf I. von Habsburg die Stadt in den Rang einer Reichsstadt. | Oberrheinischer               | 1648/1697                                                      | im Westfälischen Frieden unter französische Oberherrschaft geraten, Abtretung an Frankreich 1697 im Frieden von Rijswijk endgültig anerkannt | Deutschland    |
| Leutkirch                          | Ja                  | Ja                    | Schwäbische Städtebank                  | Am 29. Januar 1293 wurden Leutkirch von König Adolf von Nassau die Rechte der Stadt Lindau mit den gleichen Freiheiten verliehen; damit wurde es zur Reichsstadt erhoben. | Schwäbischer                  | 1803                                                           | Reichsdeputationshauptschluss. An Kurpfalz-Bayern gefallen (1810 an Württemberg). | Deutschland    |
| Lindau                             | Ja                  | Ja                    | Schwäbische Städtebank                  | 1274 /1275 bestätigte König Rudolf I. die bisher erworbenen Stadtrechte. Lindau erscheint nun als eine Reichsstadt. | Schwäbischer                  | 1803                                                           | Reichsdeputationshauptschluss. An den Fürsten von Bretzenheim gefallen (1804 Österreich, seit 1806 Bayern). | Deutschland    |
| Lübeck                             | Ja                  | Ja                    | Rheinische Städtebank                   | 1226 erlangte Lübeck im Juni von Kaiser Friedrich II. mit dem Reichsfreiheitsbrief die Reichsfreiheit, wurde also reichsunmittelbare Stadt. | Niedersächsischer             | 1806                                                           | 1806 Auflösung des Heiligen Römischen Reiches, damit Ende des Reichsstadtstatus. Danach weiter freie Stadt, 1811 bis 1813 von Frankreich annektiert, 1937 Eingliederung in die preußische Provinz Schleswig-Holstein durch das Groß-Hamburg-Gesetz, damit endgültiger Verlust territorialer Eigenständigkeit. | Deutschland    |
| Luzern                             | Ja                  | Nein                  |                                         | 1415 erhielt Luzern von Kaiser Sigismund die Reichsfreiheit. |                               | 1648                                                           | Westfälischer Friede: Austritt aus dem Reich, anschließend souveräner «Ort» (ab 1803 Kanton) der Schweizerischen Eidgenossenschaft. | Schweiz        |
| Markgröningen                      | Nein                | Nein                  | –                                       | 1240 zur freien Reichsstadt erhobene Stauferstadt mit ehemaliger Königspfalz, kurz darauf jedoch schon von Württemberg in Besitz genommen, 1280 wieder reichsunmittelbar. |                               | 1336                                                           | gelangten die Württemberger Grafen endgültig in den Besitz der Stadt. | Deutschland    |
| Memmingen                          | Ja                  | Ja                    | Schwäbische Städtebank                  | 1286 durch den römisch-deutschen König Rudolf I. von Habsburg zur freien Reichsstadt erklärt. | Schwäbischer                  | 1803                                                           | Reichsdeputationshauptschluss. An Kurpfalz-Bayern gefallen. | Deutschland    |
| Metz                               | Ja                  | Ja                    |                                         | 1189 machte sich die Stadt unabhängig vom Bischof, zwischen 1180 und 1210 wurde Metz Reichsstadt. | Oberrheinischer               | 1648                                                           | im Westfälischen Frieden an Frankreich. | Frankreich     |
| Mühlhausen                         | Ja                  | Ja                    | Rheinische Städtebank                   | Am Freitag vor Palmsonntag des Jahres 1251 wehrten die Mühlhäuser Bürger einen feindlichen Angriff ab und sicherten damit die staufische Stadtherrschaft. Daraufhin privilegierte König Konrad IV. Mühlhausen, was die Durchsetzung einer Ratsverfassung und den Ausbau städtischer Selbstverwaltung beförderte. Das Jahr 1251 markiert insgesamt eine bedeutende Wegmarke auf dem Weg Mühlhausens zur Freien Reichsstadt. Weitere Etappen waren die Zerstörung der Reichsburg im Stadtraum durch die Bürger im Jahr 1256 und schließlich die Anerkennung des im Inneren durchgesetzten Verfassungswandels durch König Rudolf von Habsburg im Jahr 1290. Kaiser Karl IV. bestätigte die Reichsfreiheit der Stadt.                                 | Niedersächsischer             | 1803                                                           | Reichsdeputationshauptschluss. An Preußen gefallen. | Deutschland    |
| Mülhausen (Mulhouse)               | Ja                  | Ja                    |                                         | 1275 durch den römisch-deutschen König Rudolf I. von Habsburg zur Freien Reichsstadt erklärt. | Oberrheinischer               | 1648/1798                                                      | Westfälischer Friede; anschließend freie Stadt und «zugewandter Ort» der Schweizerischen Eidgenossenschaft; 1798 von Frankreich okkupiert | Frankreich     |
| Münster im Gregorienthal (Munster) | Ja                  | Ja                    | Rheinische Städtebank                   | | Oberrheinischer               | 1648/1697                                                      | im Westfälischen Frieden unter französische Oberherrschaft geraten, Abtretung an Frankreich 1697 im Frieden von Rijswijk endgültig anerkannt | Frankreich     |
| Neuenburg am Rhein                 | Ja                  | Nein                  | –                                       | 1219 wurde Neuenburg am Rhein durch Kaiser Friedrich II. zur freien Reichsstadt erklärt. 1274 wurde dies bestätigt. |                               | 1311                                                           | kam die Stadt an die Habsburger und wurde damit ein Teil von Vorderösterreich. | Deutschland    |
| Neumarkt in der Oberpfalz          | Nein                | Nein                  | –                                       | 1235 gewährt Kaiser Friedrich II. Neumarkt die gleichen Rechte wie Nürnberg, um so die Zollfreiheit zwischen beiden Städten herzustellen. |                               | 1268                                                           | Ab 1268 wurde Neumarkt an die Wittelbacher verpfändet, 1329 fiel die Stadt im Hausvertrag von Pavia schließlich an die Pfalz bei Rhein. | Deutschland    |
| Nimwegen (Nijmegen)                | Nein                | Nein                  | –                                       | 1230 wurde Nimwegen unter Heinrich VII. freie Reichsstadt |                               | 1247                                                           | an Geldern verpfändet. | Niederlande    |
| Nordhausen                         | Ja                  | Ja                    | Rheinische Städtebank                   | 1220 wurde Nordhausen am 27. Juli vom König und späterem Kaiser Friedrich II. zur freien Reichsstadt erhoben. | Niedersächsischer             | 1803                                                           | Reichsdeputationshauptschluss. An Preußen gefallen. | Deutschland    |
| Nördlingen                         | Ja                  | Ja                    | Schwäbische Städtebank                  | 1215 erhielt Nördlingen von Kaiser Friedrich II. Stadtrechte und wurde Reichsstadt. | Schwäbischer                  | 1803                                                           | Reichsdeputationshauptschluss. An Kurpfalz-Bayern gefallen. | Deutschland    |
| Nürnberg                           | Ja                  | Ja                    | Schwäbische Städtebank                  | 1219 machte Kaiser Friedrich II. Nürnberg mit dem Großen Freiheitsbrief zur Reichsstadt. | Fränkischer                   | 1806                                                           | durch Franzosen besetzt. Das Ende des Heiligen Römischen Reiches besiegelte auch die Eigenständigkeit der Stadt; sie wurde gemäß der Rheinbundakte an Bayern übergeben. | Deutschland    |
| Oberehnheim (Obernai)              | Ja                  | Ja                    | Rheinische Städtebank                   | 1240 | Oberrheinischer               | 1648/1697                                                      | im Westfälischen Frieden unter französische Oberherrschaft geraten, Abtretung an Frankreich 1697 im Frieden von Rijswijk endgültig anerkannt | Frankreich     |
| Offenburg                          | Nein                | Ja                    | Schwäbische Städtebank                  | 1240 wurde Offenburg freie Reichsstadt. | Schwäbischer                  | 1803                                                           | Reichsdeputationshauptschluss. An Baden gefallen. | Deutschland    |
| Oppenheim                          | Nein                | Nein                  | –                                       | Nachdem Oppenheim 1147 an das Reich zurückgegeben wurde, wurde es zur Zeit des Stauferkaisers Friedrich II. 1225 freie Reichsstadt. |                               | 1398                                                           | gehörte es endgültig zum Territorium der Kurpfalz, wurde aber bereits im 14. Jh. auch an Kurmainz verpfändet. | Deutschland    |
| Pfeddersheim                       | Nein                | Nein                  | –                                       | Zwischen 1304 und 1308 erhielt Pfeddersheim von König Albrecht I. Stadtrechte als reichsunmittelbare Stadt. Die Stadtherrschaft wurde ab 1330 an wechselnde Territorialherren verpfändet und gelangte schließlich 1465 an die Kurpfalz. Die Stadt wurde in der Folge mediatisiert. |                               | 1648                                                           | im Westfälischen Frieden an Kurpfalz | Deutschland    |
| Pfullendorf                        | Ja                  | Ja                    | Schwäbische Städtebank                  | 1220 wurde Pfullendorf von Kaiser Friedrich II. zur Reichsstadt erhoben. | Schwäbischer                  | 1803                                                           | Reichsdeputationshauptschluss. An Baden gefallen. | Deutschland    |
| Ravensburg                         | Ja                  | Ja                    | Schwäbische Städtebank                  | 1278 bestätigte König Rudolf I. von Habsburg die reichsstädtischen Privilegien Ravensburgs. | Schwäbischer                  | 1803                                                           | Reichsdeputationshauptschluss. An Kurpfalz-Bayern gefallen (1810 dann an Württemberg). | Deutschland    |
| Regensburg                         | Ja                  | Ja                    | Schwäbische Städtebank                  | 1207 und 1230 verliehen König Philipp von Schwaben und Kaiser Friedrich II. der Stadt umfangreiche Privilegien (Philippinum bzw. Fridericianum), die in der Folge den Aufstieg zur freien Stadt ermöglichten. Schon am 10. November 1245 erreichten die Regensburger Bürger, dass Kaiser Friedrich II. der Stadt das Recht der Selbstverwaltung mit dem Privileg „einen Bürgermeister und Rat zu setzen“ bestätigte. Nach Jahren des wirtschaftlichen Niedergangs setzte eine probayerische Partei 1485/86 den Anschluss der Stadt an das Herzogtum Bayern-München durch. Die städtische Reichsunmittelbarkeit wurde 1492 wiederhergestellt. Regensburg verlor dabei seinen Status als freie Stadt und war nur mehr eine gewöhnliche Reichsstadt. | Bayerischer                   | 1803                                                           | Reichsdeputationshauptschluss. An das Fürstentum Regensburg gefallen (1810 an Bayern). | Deutschland    |
| Reutlingen                         | Ja                  | Ja                    | Schwäbische Städtebank                  | Kaiser Friedrich II. gründete zur Festigung seines deutschen Herrschaftsanspruches ca. 40 Städte in Süddeutschland, indem er bestehenden Siedlungen durch kaiserliches Dekret das Stadtrecht verlieh. Zu diesen zählte wahrscheinlich auch Reutlingen, eine Urkunde existiert jedoch nicht. Die Ernennung müsste um 1230 erfolgt sein, da sie dem Beginn der Stadtbefestigung vorausgegangen sein muss. Das Recht dazu besaß Reutlingen spätestens seit 1235. | Schwäbischer                  | 1803                                                           | Reichsdeputationshauptschluss. An Württemberg gefallen. | Deutschland    |
| Rheinfelden                        | Ja                  | Ja                    | –                                       | 1225 |                               | 1330                                                           | Verpfändung an die Habsburger, somit wurde es ein Teil von Vorderösterreich. | Schweiz        |
| Rosheim                            | Ja                  | Ja                    | Rheinische Städtebank                   | 1303 wird Rosheim Reichsstadt. | Oberrheinischer               | 1648/1697                                                      | im Westfälischen Frieden unter französische Oberherrschaft geraten, Abtretung an Frankreich 1697 im Frieden von Rijswijk endgültig anerkannt | Frankreich     |
| Rothenburg ob der Tauber           | Ja                  | Ja                    | Schwäbische Städtebank                  | 1274 durch König Rudolf von Habsburg zur Reichsstadt erhoben. | Fränkischer                   | 1803                                                           | Reichsdeputationshauptschluss. An Kurpfalz-Bayern gefallen. | Deutschland    |
| Rottweil                           | Ja                  | Ja                    | Schwäbische Städtebank                  | | Schwäbischer                  | 1803                                                           | Reichsdeputationshauptschluss. An Württemberg gefallen. | Deutschland    |
| St. Gallen                         | Nein                | Ja                    |                                         | 1180 wurde St. Gallen Reichsstadt. | Schwäbischer                  | 1648/1798                                                      | Westfälischer Friede: Austritt aus dem Reich, anschließend souverän (bis 1798); 1803 in den neugeschaffenen Kanton St. Gallen integriert. | Schweiz        |
| Schaffhausen                       | Ja                  | Ja                    |                                         | 1190 wurde die Stadt unter Kaiser Heinrich VI. reichsunmittelbar. | Schwäbischer                  | 1648                                                           | Westfälischer Friede: Austritt aus dem Reich, anschließend souveräner «Ort» (ab 1803 Kanton) der Schweizerischen Eidgenossenschaft. | Schweiz        |
| Schlettstadt (Sélestat)            | Ja                  | Ja                    | Rheinische Städtebank                   | Aus einer staufischen Gründung hervorgegangen, erhielt Schlettstadt 1215/16 von Friedrich II. das Stadtrecht. Im elsässischen Zehnstädtebund konnte die Stadt bis zur Annexion durch Ludwig XIV. 1673 die Selbständigkeit wahren, seit dem Westfälischen Frieden stand sie bereits unter französischer Oberhoheit | Oberrheinischer               | 1648/73                                                        | im Westfälischen Frieden unter französische Oberherrschaft geraten, direkte Besetzung durch Frankreich 1673, Abtretung an Frankreich endgültig 1697 im Frieden von Rijswijk anerkannt | Frankreich     |
| Schwäbisch Gmünd                   | Ja                  | Ja                    | Schwäbische Städtebank                  | Mit dem Erlöschen des Hauses der Staufer erlangte Gmünd die Reichsunmittelbarkeit. | Schwäbischer                  | 1803                                                           | Reichsdeputationshauptschluss. An Württemberg gefallen. | Deutschland    |
| Schwäbisch Hall                    | Ja                  | Ja                    | Schwäbische Städtebank                  | 1280 beendete der „Wiener Schiedsspruch“ König Rudolfs von Habsburg einen langen Konflikt mit den Schenken von Limpurg um die Stadtherrschaft und ermöglichte es Schwäbisch Hall, den Status einer Reichsstadt zu erreichen. | Schwäbischer                  | 1803                                                           | Reichsdeputationshauptschluss. An Württemberg gefallen. | Deutschland    |
| Schweinfurt                        | Ja                  | Ja                    | Schwäbische Städtebank                  | Vermutlich Kaiser Friedrich I., Barbarossa ließ unter Verwendung von vorhandenem Königsgut eine neue Civitas Imperii (Reichsstadt) anlegen. In einem Brief König Wilhelm von Hollands vom 9. Januar 1254 heißt es, Schweinfurt sei früher Reichsstadt gewesen (… Swinforde, que olim imperii civitas fuerat). Es bleibt unklar, ob jemals Rechte der Stadt entzogen wurden, oder ob hier nur auf die Stadtzerstörung Bezug genommen wird. König Rudolf von Habsburg (1273–1308) bestätigt in seinem Schiedsspruch vom 29. April 1282 Schweinfurt als Reichsstadt. | Fränkischer                   | 1803                                                           | Reichsdeputationshauptschluss. An Kurpfalz-Bayern gefallen. | Deutschland    |
| Solothurn                          | Nein                | Nein                  |                                         | 1218 wurde Solothurn, wie auch Bern, nach dem Tod des letzten kinderlosen Zähringers zur reichsfreien Stadt erklärt. |                               | 1648                                                           | Westfälischer Friede: Austritt aus dem Reich, anschließend souveräner «Ort» (ab 1803 Kanton) der Schweizerischen Eidgenossenschaft. | Schweiz        |
| Speyer                             | Ja                  | Ja                    | Rheinische Städtebank                   | In einer Urkunde von 1084 ist bei der Bevölkerung von Speyer erstmals von „cives“ die Rede; das sich in der Folgezeit entwickelnde Stadtrecht wird in einer weiteren Urkunde Heinrichs IV. aus dem Jahre 1101 als „ius civile“ oder „ius civium“ bezeichnet. Am 14. August 1111 Verleihung des „Großen Freiheitsbriefes“ durch Heinrich V. Dieses Privileg wurde 1182 von Friedrich Barbarossa bestätigt und erweitert und 1273 nochmals bestätigt von König Rudolf I. von Habsburg | Oberrheinischer               | 1792                                                           | von Frankreich erobert und 1797 mit dem Frieden von Campo Formio annektiert. | Deutschland    |
| Straßburg                          | Ja                  | Ja                    | Rheinische Städtebank                   | 1262 beginnend Freie Reichsstadt. | Oberrheinischer               | 1681                                                           | von Frankreich besetzt und endgültig 1697 im Frieden von Rijswijk annektiert. | Frankreich     |
| Tull (Toul)                        | Ja                  | Ja                    |                                         | | Oberrheinischer               | 1648                                                           | im Westfälischen Frieden an Frankreich. | Frankreich     |
| Türkheim (Turckheim)               | Ja                  | Ja                    | Rheinische Städtebank                   | 1312 wurde Türkheim freie Reichsstadt. | Oberrheinischer               | 1648/1697                                                      | im Westfälischen Frieden unter französische Oberherrschaft geraten, Abtretung an Frankreich 1697 im Frieden von Rijswijk endgültig anerkannt | Frankreich     |
| Überlingen                         | Ja                  | Ja                    | Schwäbische Städtebank                  | Ende des 14. Jh. wurde die Stadt freie Reichsstadt. | Schwäbischer                  | 1803                                                           | Reichsdeputationshauptschluss. An Baden gefallen. | Deutschland    |
| Ulm                                | Ja                  | Ja                    | Schwäbische Städtebank                  | 1184 zur freien Reichsstadt erhoben. | Schwäbischer                  | 1803                                                           | Reichsdeputationshauptschluss. An Kurpfalz-Bayern gefallen (1810 an Württemberg, bis auf den bei Bayern verbleibenden Teil rechts der Donau). | Deutschland    |
| Verden                             | Nein                | Ja                    |                                         | Im 15. Jh. wurde Verden freie Reichsstadt. | Niederrheinisch-Westfälischer | 1648                                                           | im Westfälischen Frieden an Schweden. | Deutschland    |
| Wangen                             | Ja                  | Ja                    | Schwäbische Städtebank                  | 1217 bestimmte in einer Urkunde Kaiser Friedrich II., dass die Schutzherrschaft von Wangen für immer in königlicher Hand bleiben sollte. Wangen hatte zu dieser Zeit offenbar bereits Stadtrechte. Nach der Hinrichtung des letzten Hohenstaufen Konradin in der sogenannten kaiserlosen Zeit (Interregnum) gelang es der Stadt, gegenüber der St. Gallener Klosterherrschaft ihre Unabhängigkeit zu behaupten und systematisch auszubauen. König Rudolf I. von Habsburg besiegelte schließlich den Status als freie Reichsstadt im Jahr 1286. | Schwäbischer                  | 1803                                                           | Reichsdeputationshauptschluss. An Kurpfalz-Bayern gefallen (1810 an Württemberg). | Deutschland    |
| Weil der Stadt                     | Ja                  | Ja                    | Schwäbische Städtebank                  | Um 1275 wurde Weil eine Reichsstadt, die genaue Jahreszahl ist unbekannt. | Schwäbischer                  | 1803                                                           | Reichsdeputationshauptschluss. An Württemberg gefallen. | Deutschland    |
| Weißenburg im Nordgau              | Ja                  | Ja                    | Schwäbische Städtebank                  | | Fränkischer                   | 1803                                                           | Reichsdeputationshauptschluss. An Kurpfalz-Bayern gefallen. | Deutschland    |
| Weißenburg (Wissembourg)           | Ja                  | Ja                    | Rheinische Städtebank                   | 1306 war sie freie Reichsstadt. | Oberrheinischer               | 1648/1697                                                      | im Westfälischen Frieden unter französische Oberherrschaft geraten, Abtretung an Frankreich 1697 im Frieden von Rijswijk endgültig anerkannt | Frankreich     |
| Wirten (Verdun)                    | Ja                  | Ja                    |                                         | | Oberrheinischer               | 1648                                                           | im Westfälischen Frieden an Frankreich. | Frankreich     |
| Weinsberg                          | Ja                  | Nein                  | –                                       | 1283 |                               | 1417                                                           | | Deutschland    |
| Wetzlar                            | Ja                  | Ja                    | Rheinische Städtebank                   | 1180 schuf Kaiser Friedrich I. Barbarossa im Wetzlarer Gebiet eine Reichsvogtei und stellte die Bürger Wetzlars den Bürgern Frankfurts gleich. Wetzlar wurde gleichzeitig Reichsstadt. | Oberrheinischer               | 1803                                                           | Reichsdeputationshauptschluss. An die Grafschaft Wetzlar gefallen. | Deutschland    |
| Wimpfen                            | Ja                  | Ja                    | Schwäbische Städtebank                  | Um 1300 ging mit dem Niedergang des Stauferreiches der Stand Wimpfens als Reichsstadt einher. | Schwäbischer                  | 1803                                                           | Reichsdeputationshauptschluss. Zunächst an Baden gefallen, kurz darauf an Hessen-Darmstadt abgetreten. | Deutschland    |
| Windsheim                          | Ja                  | Ja                    | Schwäbische Städtebank                  | 1248 Windsheim wird Stadt/Reichsstadt. | Fränkischer                   | 1803                                                           | Reichsdeputationshauptschluss. An Kurpfalz-Bayern gefallen. | Deutschland    |
| Winterthur                         | Ja                  | Nein                  | –                                       | 1415 /17 kam die Stadt durch den deutschen König Sigismund, der in Opposition zum Haus Habsburg stand, zur Reichsfreiheit. |                               | 1442                                                           | fiel die Stadt wieder Habsburg zu, das es 1467 endgültig an die Stadt Zürich verpfändete. | Schweiz        |
| Worms                              | Ja                  | Ja                    | Rheinische Städtebank                   | Seit 1074 gibt es eine Reihe von königlichen und kaiserlichen Privilegien an die Bürger der Stadt Worms. Deren zunehmende Emanzipation von ihrem Stadtherren, dem Bischof von Worms, endet damit, dass 1489 Kaiser Friedrich III. entscheidet, dass die Stadt dem Bischof nicht mehr huldigen muss. 1494 huldigen die Bürger König Maximilian I., womit der Status einer Freien Reichsstadt endgültig erreicht ist. | Oberrheinischer               | 1792                                                           | von Frankreich erobert und 1797 mit dem Frieden von Campo Formio annektiert. | Deutschland    |
| Zell am Harmersbach                | Nein                | Ja                    | Schwäbische Städtebank                  | Zell wurde Ende des 14. Jh. Reichsstadt. Es musste sich allerdings ständig gegen Versuche der österreichischen Ortenau wehren, die Stadt in ihr Territorium einzugliedern. | Schwäbischer                  | 1803                                                           | Reichsdeputationshauptschluss. An Baden gefallen. | Deutschland    |
| Zug                                | Nein                | Nein                  |                                         | 1400 verlieh König Wenzel am 24. Juni allein der Stadt Zug die hohe Gerichtsbarkeit, den Blutbann, über Stadt und Amt. Mit der Verleihung der Reichsfreiheit durch König Sigismund 1415 wurde Zug unabhängig und alle habsburgischen Ansprüche erloschen. |                               | 1648                                                           | Westfälischer Friede: Austritt aus dem Reich, anschließend souveräner «Ort» (ab 1803 Kanton) der Schweizerischen Eidgenossenschaft. | Schweiz        |
| Zürich                             | Ja                  | Nein                  |                                         | 1218 wurden Groß- und Fraumünster reichsunmittelbar, 1219 formulierte Friedrich II. implizit auch die Reichsfreiheit der Stadt, und 1265 wurde von Richard von Cornwall auch die Reichsfreiheit der Bürgerschaft ausdrücklich bestätigt. |                               | 1648                                                           | Westfälischer Friede: Austritt aus dem Reich, anschließend souveräner «Ort» (ab 1803 Kanton) der Schweizerischen Eidgenossenschaft. | Schweiz        |

In der Heeresmatrikel von 1422 zusätzlich erwähnt
Aschersleben, Breisach, Diessenhofen, Frauenfeld, Freiburg im Breisgau, Halberstadt, Kenzingen, Lauffenberg, Mainz, Quedlinburg, Rappoltsweiler (Ribeauvillé), Säckingen, Trier, Waldshut
In der Wormser Reichsmatrikel zusätzlich erwähnt
Brakel, Kamerich (Cambrai), Danzig, Elbing, Göttingen, Lemgo, Saarburg (Sarrebourg), Soest, Warburg, Wesel
Weitere ehemalige Reichsstädte
Kampen, Deventer und Zwolle erhielten am 1. Oktober 1495 auf dem Reichstag zu Worms von Kaiser Maximilian das Recht, sich Reichsstadt zu nennen. Andere Städte, wie etwa Groningen, nannten sich selbst freie Reichsstadt, auch wenn sie trotz einer etwaigen Unabhängigkeit als freie Stadt diesen Status niemals offiziell erreichten. Groningen machte seinen Anspruch sogar im Stadtwappen deutlich. Der kleine Ortsteil Kessenich wird manchmal „freie Reichsstadt“ genannt; es handelt sich jedoch eher um eine reichsunmittelbare Herrschaft, eine „vrije rijksheerlijkheid“, wohl vergleichbar bspw. mit dem Ingelheimer Grund. In anderen Quellen, wie etwa der Kölner Chronik, wird der Status noch anderen Städten der Hanse zugesprochen; bei ihnen handelt es sich jedoch wohl lediglich um freie oder weitgehend autonome Städte.
| - Altenburg (1290–1311) - Andernach (?) - Baden und Bremgarten – (1415) Sigismund erklärte beide zur freien Reichsstadt, doch war dieser Status bereits nach wenigen Wochen rein fiktiv, da der König die Reichspfandschaft über den östlichen Aargau an Zürich verkaufte. - Eger (Cheb) (1213–1322) - Chemnitz (1290–1308) - Germersheim (1276–1325) - Gerolzhofen (1397–1400, Status durch Wenzel IV. bis zu dessen Absetzung) - Haßfurt (1397–1400, Status durch Wenzel IV. bis zu dessen Absetzung) - Heidelsheim (um 1200–1333) (heute Stadtteil von Bruchsal) - Mosbach (1241–1362) - Neckargemünd (1230–1395) - Nimwegen (~1230–1248) - Oberwesel (1220–1309) - Odernheim (1286–1579) - Villingen (1218–1283) - Wien (1237–1238 und 1247) - Zwickau (1290–1407) |

## Heraldik
Da sie nur den König bzw. den Kaiser als Herrn hatten, bezogen sich viele Reichsstädte bei der Ausbildung der Heraldik (oder später) in ihrer symbolischen Repräsentation auf ihn, indem sie den Adler als Wappentier des römisch-deutschen Herrschers in ihr Wappen aufnahmen, entweder als direkte Übernahme (bspw. bei Aachen), in geänderten Farben (Frankfurt) oder als Element im Wappen (Nürnberg). Einige Reichsstädte taten ihren Status unter anderem an ihren Stadttoren kund; so findet man bspw. am Eschenheimer Turm in Frankfurt heute noch stadteinwärts den kaiserlichen Doppeladler und stadtauswärts den einköpfigen Frankfurter Adler. Unter den Bischofsstädten, die sich als freie Städte von ihrem geistlichen Herrn losreißen konnten oder später vom römisch-deutschen Herrscher als reichsunmittelbar anerkannt wurden, finden sich einige, die den Adler im Wappen tragen.

(Deutsche) Stadtwappen mit Adler (Auswahl)
Aachen
Aalen
Bisanz/ Besançon
Bopfingen
Boppard
Breisach am Rhein
Donauwörth
Dortmund
Duisburg
Düren
Eger/Cheb
Essen
Esslingen am Neckar
Frankfurt am Main
Friedberg
Gelnhausen
Gengenbach
Germersheim
Goslar
Heidelsheim
Heilbronn
Isny
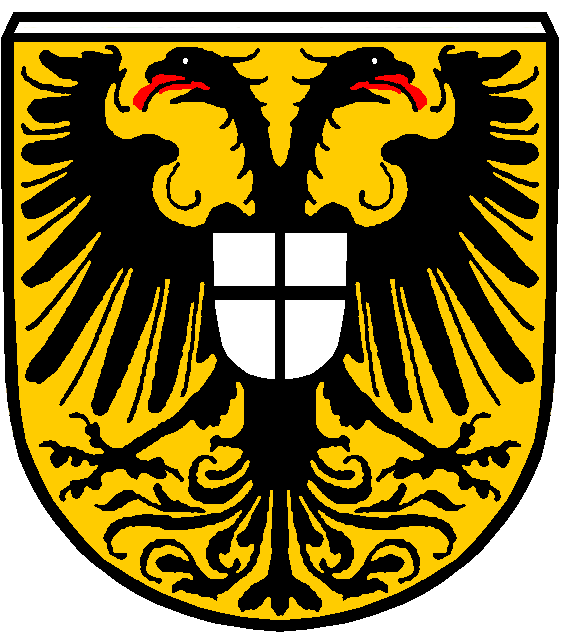
Kaiserswerth
Kaufbeuren
Kempten (Allgäu)
Köln
Landau in der Pfalz
Leutkirch im Allgäu
Lübeck
Markgröningen
Memmingen
Mosbach
Mühlhausen (Thüringen)
Neckargemünd
Neumarkt (Oberpfalz)
Nijmegen
Nördlingen
Nordhausen
Nürnberg
Oberehnheim / Obernai
Oberwesel
Oppenheim
Pfeddersheim (heute zu Worms)
Pfullendorf
Reutlingen
Rottweil
Schweinfurt
Überlingen
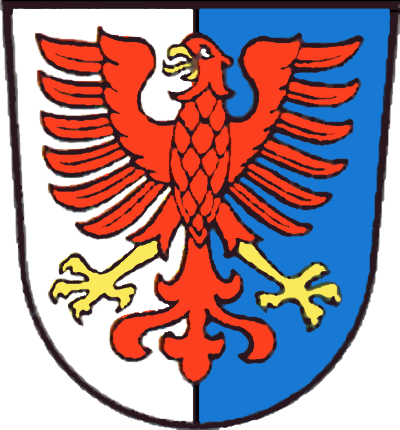
Villingen
Wangen im Allgäu
Weil der Stadt
Weißenburg (Bayern)
Weinsberg
Wetzlar
Wimpfen
Windsheim
Zell am Harmersbach

Zusammenstellung verschiedener Wappen von Reichsstädten in J. Siebmacher’s grosses und allgemeines Wappenbuch (Siebmachers Wappenbuch) von 1605:

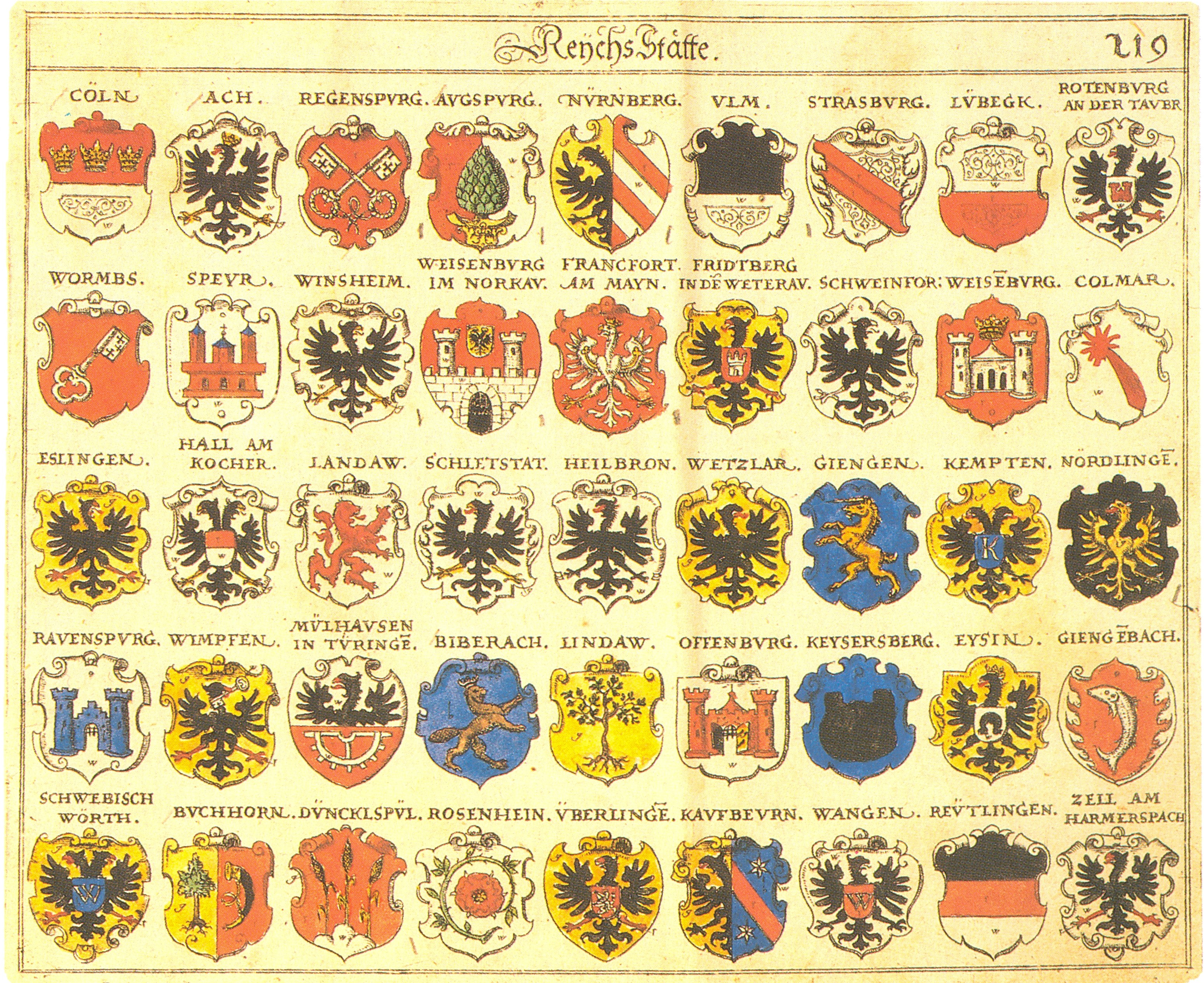
Blatt 219: Wappen von Reichsstädten
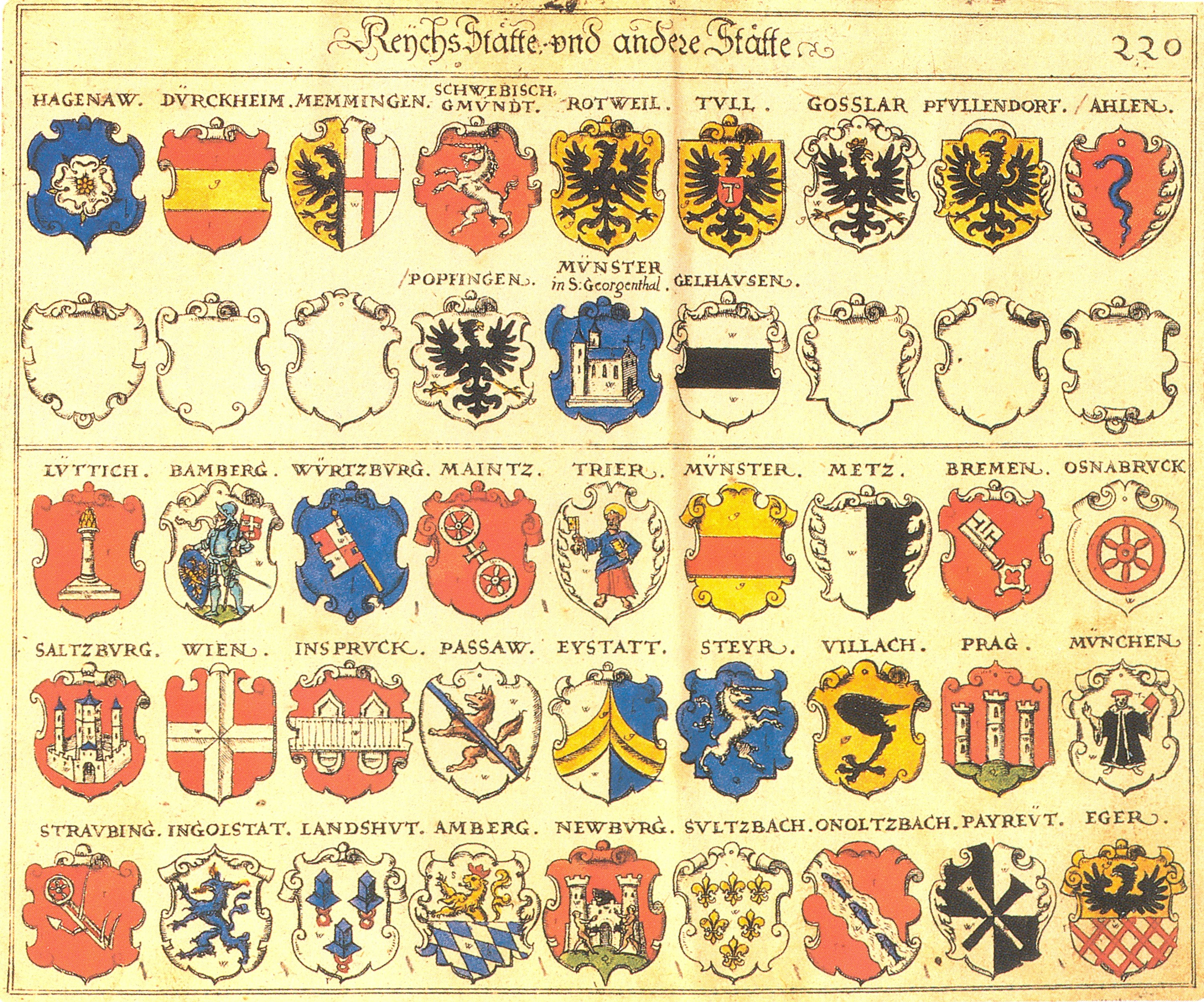
Blatt 220: Auch von einigen anderen Städten

### Gesamtdarstellungen
- Klaus Gerteis: Die deutschen Städte in der Frühen Neuzeit. Zur Vorgeschichte der,bürgerlichen Welt’. Wissenschaftliche Buchgesellschaft, Darmstadt 1986, S. 65–84, 176–182. Auszüge der Printausgabe (Memento vom 24. Januar 2013 im Internet Archive)
- Gustav Wilhelm Hugo: Die Mediatisirung der deutschen Reichsstädte. G. Braun, Karlsruhe 1838 (google.de).
- Paul-Joachim Heinig: Reichsstädte, freie Städte und Königtum 1389–1450. Ein Beitrag zur deutschen Verfassungsgeschichte (= Veröffentlichungen des Instituts für Europäische Geschichte, Mainz, Band 108 = Beiträge zur Sozial- und Verfassungsgeschichte des Alten Reiches, Band 3). Steiner, Wiesbaden 1983, ISBN 3-515-03531-1.
- Paul-Joachim Heinig: Reichsstädte. In: Lexikon des Mittelalters. Band 7, Planudes bis Stadt (Rus’). Stuttgart o. J. [2009], Sp. 637–639.
- André Krischer: Reichsstädte in der Fürstengesellschaft. Politischer Zeichengebrauch in der Frühen Neuzeit. Wissenschaftliche Buchgesellschaft, Darmstadt 2006, ISBN 3-534-19885-9.
- Götz Landwehr: Die Verpfändung der deutschen Reichsstädte im Mittelalter, Forschungen zur deutschen Rechtsgeschichte. Band 5, Köln 1967.
- Thomas Lau, Helge Wittmann (Hrsg.): Kaiser, Reich und Reichsstadt in der Interaktion. Michael Imhof Verlag, Petersberg 2016.
- Peter Moraw: Reichsstadt, Reich und Königtum im späten Mittelalter. In: Zeitschrift für Historische Forschung. 6, 1979, S. 385–424.
- Johann Jacob Moser: Von der Reichs-Stättischen Regiments-Verfassung. Nach denen Reichs-Gesezen u. d. Reichs-Herkommen, wie auch aus denen Teutschen Staats-Rechts-Lehren und eigener Erfahrung. Mezler, Frankfurt/Leipzig 1772 (Digitalisat)
- Helmut Neuhaus: Das Reich in der Frühen Neuzeit (= Enzyklopädie deutscher Geschichte. Band 42). Oldenbourg, München 2003, S. 34f.
- Richard Schmidt: Deutsche Reichsstädte. Hirmer, München 1957.
- Joachim Schneider: Die Reichsstädte. In: Matthias Puhle, Claus-Peter Hasse (Hrsg.): Heiliges Römisches Reich Deutscher Nation 962 bis 1806. Von Otto dem Großen bis zum Ausgang des Mittelalters. Essays. 29. Ausstellung des Europarates in Magdeburg und Berlin und Landesausstellung Sachsen-Anhalt. Dresden 2006, S. 410–423.

### Regionale Darstellungen
- Erwin Frauenknecht: Reichsstädte im Dilemma. Königliche Verpfändungen im 14. Jahrhundert am Beispiel südwestdeutscher Reichsstädte. In: Zeitschrift für Württembergische Landesgeschichte. Band 77, 2018, ISSN 0044-3786, S. 31–42 (d-nb.info).
- Urs Hafner: Republik im Konflikt. Schwäbische Reichsstädte und bürgerliche Politik in der frühen Neuzeit. Bibliotheca Academica, Tübingen 2001, ISBN 3-928471-36-8.
- Daniel Hohrath, Gebhard Weig, Michael Wettengel (Hrsg.): Das Ende reichsstädtischer Freiheit 1802. Zum Übergang schwäbischer Reichsstädte vom Kaiser zum Landesherrn. Begleitband zur Ausstellung „Kronenwechsel“ – das Ende Reichsstädtischer Freiheit 1802 (= Forschungen zur Geschichte der Stadt Ulm. Reihe Dokumentation. Band 12). Kohlhammer Verlag, Stuttgart 2002, ISBN 3-17-017603-X.
- Wolfgang Wüst: Kommunikation und Bündnis. Zur Rolle oberdeutscher Reichsstädte in den Bauernunruhen 1524/25. In: Elmar L. Kuhn (Hrsg.): Der Bauernkrieg in Oberschwaben. Bibliotheca Academica, Tübingen 2000, ISBN 3-928471-28-7, S. 445–467.